# Sphenomorphus diwata
Sphenomorphus diwata — вид сцинкоподібних ящірок родини сцинкових (Scincidae). Ендемік Філіппін.

## Поширення і екологія
Sphenomorphus diwata мешкають в горах Дівата на сході острова Мінданао, зокрема на горі Хілонґ-Хілонґ. Вони живуть у вологих гірських тропічних лісах, на висоті до 1500 м над рівнем моря.